# 高野繁男
高野 繁男（たかの しげお、1934年6月29日 - ）は、日本語学者、神奈川大学名誉教授。
北海道深川市生まれ。上智大学大学院博士課程満期退学。1976年神奈川大学外国語学部助教授、教授、2005年定年、名誉教授。

## 著書
- 『近代漢語の研究 日本語の造語法・訳語法』明治書院 2004
- 『日本語になった西洋語 急増するカタカナ語』大空社 2011
- 『臥酔』大空社 2013

### 共編著
- 『就職試験に勝つ小論文・作文の書き方 赤字添削で急所をズバリ解説』宮坂覺、西谷博之共著 ナツメ社 1980
- 『作文・小論文こうすれば上達する』宮坂覺共著 法学書院 1986
- 『女性たちの名文』編 泉書房 1987
- 『明六雑誌語彙総索引』日向敏彦共監修・編 大空社 1998
- 『濤』編 皓星社 2000
- 『日本語・中国語における欧米語受容の現状とその比較研究 英語世紀における日本語の外来語急増と中国語の対応をめぐって 日中共同研究』徐萍飛共監修 大空社 2012